# Городская больница № 40 (Санкт-Петербург)
Санкт-Петербургское государственное бюджетное учреждение здравоохранения «Городская больница № 40 Курортного района» (СПб ГБУЗ «Городская больница № 40») — многопрофильный стационар, принадлежащий к числу крупнейших (более 1000 коек) лечебных учреждений для оказания стационарной квалифицированной и специализированной медицинской помощи на Северо-Западе России. Больница расположена в Курортном районе Санкт-Петербурга в черте города Сестрорецка.

## История
Свою историю больница ведёт с 1748 года, когда при Сестрорецком оружейном заводе была открыта пятидесятикоечная больница. Более детально историю больницы пока удаётся проследить лишь с начала XX века.
После окончания Гражданской войны главным врачом больницы стал хирург С. Ю. Малевский (1869—1934) — много оперировавший, остававшийся с тяжелобольными за полночь, тративший свои и без того ограниченные средства на приобретение инструментов, медикаментов, продуктов.
Восстановлением больницы из послевоенной разрухи занимался главный врач Н. Е. Слупский (1899—1964), незаурядная личность, послуживший прообразом героя романов Ю. Германа «Дело, которому ты служишь», «Дорогой мой человек», «Я отвечаю за всё». Биографию Слупского Юрий Герман также описал в своей книге «Здравствуйте, доктор!» и в повести «Повесть о докторе Николае Евгеньевиче».

С середины 1960-х годов больница начинает расширяться. Строятся новые корпуса — детский, пульмонологический, хирургический, терапевтический. Открывается первое в Ленинграде специализированное проктологическое отделение. Коечная ёмкость больницы возросла до 680 коек. 11 мая 1974 года на базе больницы был открыт первый в СССР стационарный реабилитационный центр на 520 коек. За 35 лет существования этого центра восстановительное лечение в нём получило более 250 тысяч больных. С ноября 2005 года больницу возглавляет главный врач профессор Сергей Григорьевич Щербак. 

## В настоящее время
Ежегодно в стационаре больницы проходит лечение более 28 тысяч пациентов.
В настоящее время в больнице развёрнуты лечебные отделения по следующим специальностям:
- анестезиология и реанимация;
- скорая медицинская помощь;
- кардиохирургия;
- онкология;
- кардиология;
- оториноларингология;
- офтальмология;
- терапия;
- неврология;
- травматология и ортопедия;
- гинекология;
- колопроктология;
- урология;
- нейрохирургия;
- восстановительное лечение;
- физические методы лечения и др.

Стационар обладает современными диагностическими и лечебными возможностями, включая:
- роботассистированную хирургическую систему «da Vinci» для проведения хирургических операций,
- аллергочип ImmunoCAP ISAC — исследование, позволяющее одномоментно определить наличие сенсибилизации к 112 аллергокомпонентам из 51 источника аллергенов,
- рентгеновскую и магнитно-резонансную компьютерную томографию и ряд высокотехнологичных модальностей, таких как помогающий робот при восстановлении способности пациента ходить после перенесённого инсульта или повреждения спинного мозга, кардиальная ударно-волновая терапия для лечения стенокардии, не поддающейся медикаментозному воздействию, и транскраниальная магнитная стимуляция для лечения инсульта и черепно-мозговых травм[2][3].

Результаты лечебно-диагностической работы систематически анализируются и обобщаются. С 2010 года больница издаёт ежегодник, включающий научные работы сотрудников за текущий год. Оглавления ежегодников и содержательные абстракты глав на русском и английском свободно доступны на сайте больницы. На базе больницы расположены кафедры Военно-медицинской академии, здесь обучают своих студентов медицинские факультеты Санкт-Петербургского государственного университета, Академии им. Мечникова, проходят практику курсанты ВМА. Сотрудники больницы ведут преподавательскую работу, среди них 11 докторов и 53 кандидата наук.